# 通州路 (上海)
通州路是中華人民共和國上海市虹口區一條西北-東南走向道路，西北起自沙涇港路，東南至東餘杭路，全長800米，寬9.5米，路名來自於江蘇省南通市通州區。通州路原址是一條小河，中華民国2年（1913年）之前小河被填埋造路。